# Otakar Sommer
Otakar Sommer (7. června 1885 Příbram – 15. srpna 1940 Praha) byl český právník a vysokoškolský profesor, který se zabýval hlavně římským soukromým právem.

## Život a působení
Maturoval na malostranském gymnáziu, v roce 1907 vystudoval práva na Karlově univerzitě a o dva roky později zde získal titul doktora práv. V letech 1910–1911 studoval římské právo a papyrologii v Berlíně a v Lipsku, před tím i po návratu z Německa absolvoval praxi v justici. Roku 1912 pracoval jako úředník zemského výboru a roku 1913 se habilitoval pro obor římského práva. Od roku 1918 byl referentem pro vysoké školy na ministerstvu školství, roku 1920 byl v Praze jmenován mimořádným a 1921 řádným profesorem na nedávno založené Univerzitě Komenského v Bratislavě. Zde byl také v letech 1924–1925 děkanem právnické fakulty a hned v následujícím období rektorem celé univerzity.
Zasloužil se o vybudování romanistické knihovny a vydávání Prací ze semináře práva římského i Sborníku právnické fakulty University Komenského, nicméně roku 1928 převzal po prof. Leopoldu Heyrovském stolici římského práva na pražské právnické fakultě. Věnoval se reformám právnických studií a mezi roky 1933–1934 byl děkanem fakulty. Od roku 1933 byl členem tzv. Šestky (později Osmy) spolu s historiky umění V. Birnbaumem, A. Matějčkem, J. Pečírkou, Z. Wirthem, F. Žákavcem, později též J. Štencem, J. Šustou, E. Bassem). Sommer byl členem rozhodčího soudu česko-německého, členem Šafaříkovy učené společnosti, mimořádným členem České akademie, Královské české společnosti nauk aj.

## Dílo
- Dies cedens v právu římském (1913)
- Dějiny pramenů římského práva (1922)
- Antická a naše právní kultura (1925)
- Reforma právnických studií (1925)
- Prameny soukromého práva římského (1928, 1932)
- Texty ku studiu soukromého práva římského (1932)
- Učebnice soukromého práva římského (I. Obecné nauky, 1933, II. Právo majetkové, 1. 1935, 2. 1936)